# 보위와 키치
《보위와 키치》(영어: Thieves Like Us)는 미국에서 제작된 로버트 올트먼 감독의 1974년 네오누아르 범죄 영화이다. 에드워드 앤더슨의 동명 소설이 원작이다. 키스 캐러딘 등이 출연하였고, 제리 빅 등이 제작에 참여하였다.
이 영화는 1974년 제27회 칸 영화제에 출품되었다.

## 출연진
- 키스 캐러딘
- 셸리 듀발
- 존 셕
- 버트 렘슨
- 루이즈 플레처
- 톰 스케릿

## 기타 제작진
- 협력 제작: 로버트 에건와일러, 토머스 핼 필립스
- 미술: 잭슨 더고비아